# Поммерн (Рейнланд-Пфальц)
Поммерн (нім. Pommern) — громада в Німеччині, розташована в землі Рейнланд-Пфальц. Входить до складу району Кохем-Целль. Складова частина об'єднання громад Кохем.
Площа — 5,65 км2. Населення становить 393 ос. (станом на 31 грудня 2020).